# Scontro di civiltà per un ascensore a Piazza Vittorio
Scontro di civiltà per un ascensore a Piazza Vittorio è un film del 2010 diretto da Isotta Toso, uscito nelle sale cinematografiche il 14 maggio 2010.
Il film è tratto dall'omonimo romanzo di Amara Lakhous

## Trama
Roma, rione Esquilino. In un condominio in Piazza Vittorio, nei pressi della stazione centrale, convive una comunità multietnica. Le vicende del gruppo multietnico, residente nel palazzo ottocentesco, sono segnate da profonde differenze culturali, religiose e di modi di intendere la vita. Nella quotidianità lo scontro di civiltà emerge dando vita a malintesi, incomprensioni, provocazioni e diffidenze.
In un contesto così teso e difficile le vite di personaggi molto diversi da loro si intrecciano in un unico racconto. I percorsi di vita dei vari personaggi sono segnati dalla solitudine e dall'esaltazione delle differenze. Tuttavia, un omicidio rompe l'equilibrio condominiale. Tutti potrebbero essere gli assassini, ma solo mettendo da parte i contrasti i protagonisti riusciranno a svelare il mistero che si cela dietro al delitto.

## Riconoscimenti
Il film ha ottenuto le candidature come miglior film, miglior regia, miglior attore e miglior attrice 47° International Antalya Golden Orange Film Festival.